# Violette (Vorname)
Violette ist ein weiblicher Vorname.

## Herkunft und Bedeutung
Der Vorname Violette kommt aus dem Französischen und bedeutet „Veilchen“.

## Namensträgerinnen
- Violette Cornelius (1919–1998), niederländische Fotografin
- Violette Leduc (1907–1972), französische Schriftstellerin
- Violette Morris (1893–1944), französische Sportlerin und mutmaßliche Kollaborateurin mit den Deutschen im Zweiten Weltkrieg
- Violette Nozière (1915–1966), französische Giftmörderin
- Violette Szabó (1921–1945), französische Widerstandskämpferin gegen den Nationalsozialismus
- Violette Verdy (1933–2016), französische Ballerina und Choreografin

## Film
- Violette Nozière, Spielfilm (1978) von Claude Chabrol
- Violette, Filmbiografie (2013) über Violette Leduc